# حمام ضلعه
حمام ضلعه (به عربی: حمام الضلعة) یک شهرداری در الجزایر است که در استان مسیله واقع شده‌است. حمام ضلعه ۳۴٬۷۸۵ نفر جمعیت دارد.